# Frank Wigglesworth Clarke

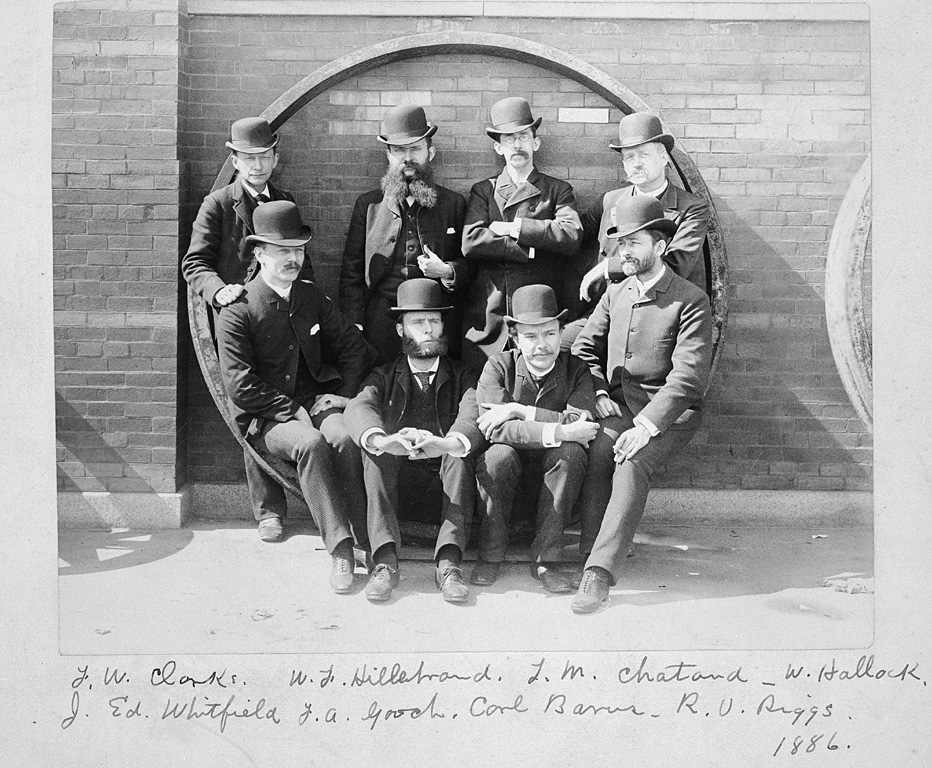
Frank Wigglesworth Clarke

Frank Wigglesworth Clarke (n. 19 martie 1847, Boston, Massachusetts - d. 23 mai 1931) a fost geochimist american, membru al Academiei Naționale de Științe, din Washington, D.C.. A calculat pentru prima dată, în 1889, compoziția chimică medie a scoarței terestre și a numeroase roci.

## Biografie
S-a născut la Boston, Massachusetts, pe 19 martie 1847.
A predat fizica și chimia la Howard University, Washington (1873-1874), apoi la University of Cincinnati (1874-1883).

## Realizări
Clarke este autorul unuia dintre primele rapoarte guvernamentale privind calitatea învățământului științific in SUA:
Report on Teaching of Chemistry and Physics in the United States (1878)
Dar cea mai mare realizare a sa o constituie determinarea compoziției scoarței terestre. În 1908 îi apare lucrarea The Data of Geochemistry. A cincea ediție a acestui „Survey Bulletin” a fost publicată în 1924.

## Recunoaștere
- Este considerat părintele geochimiei.
- Premiul acordat de către Societatea Americană de Geochimie îi poartă numele: F. W. Clarke Award
- În limba engleză, mineralul clarkeită[1] îi poartă numele.